# Каталог Третьяковской галереи
Каталоги Государственной Третьяковской галереи — один из важнейших источников по истории русского искусства, фундаментальный труд, результат многолетней научной работы коллектива музея.

## История каталогизирования
Первая опись собрания П. М. Третьякова была составлена в 1893 году. Последний из каталогов, подготовленных самим основателем галереи, вышел в 1898 году, уже посмертно (10-е издание). В него было включено 1634 произведения русских мастеров (из них, в частности, 36 картин XVIII века). В дальнейшем каталоги печатались регулярно, в частности «Каталог художественных произведений городской галереи Павла и Сергея Третьяковых» 1904 года помечен как 17-е издание. (При этом именно «Иллюстрированный каталог Московской городской художественной галереи Павла и Сергея Третьяковых» вышел в 1905 году в типографии А. И. Мамонтова как 1-е издание).
В 1917 году был опубликован очередной «Каталог художественных произведений городской галереи Павла и Сергея Третьяковых», в котором отразилось пополнение коллекции музея, осуществленное И. Э. Грабарем за предыдущие годы. Он был маркирован как 27-е издание.
Как сообщается в предисловии к переизданию второго тома современного каталога, «с конца 1920-х и на протяжении 1930-х годов не раз возникала проблема подготовки новых каталогов. Сотрудники Галереи, оснознавая важность этой задачи, разработали целую программу по каталогизации различных разделов собрания (…). Однако лишь в конце 1940-х годов началась реализация перспективного плана по изданию отдельных выпусков каталогов. Эту работу возглавляли Г. В. Жидков, Г. А. Недошивин и М. М. Колпакчи». Опубликованный в 1947 году «Каталог художественных произведений, находящихся в экспозиции Государственной Третьяковской галереи» (сост. сост.: А. В. Лебедев, Ю. Д. Соколов, В. И. Антонова и др.) помечен как 28-е издание.
Со временем, по мере разрастания коллекции, появляются отдельные тематические тома. Среди них: «Скульптура и рисунки скульпторов конца XIX — начала XX века» (1977), «Каталог живописи XVIII — начала XX в. (до 1917 г.)» (сост. Э. Н. Ацаркина и др.) (1984). Один из важнейших этапов каталогизации не только музейной коллекции ГТГ, но и веха в истории каталогизации произведений древнерусского искусства — 2-хтомный каталог древнерусской живописи ГТГ Антоновой и Мнёвой 1963 года.

## Современный каталог
В XXI веке ГТГ осуществляет полномасштабную публикацию полного научного сводного каталога собрания (М., 1995-.). Редколлегия издания в предисловии 2020 года пишет, что это — монументальный научный проект: «Это издание, появившееся в далеком 1995 году, было приурочено к открытию Галереи после длительной реконструкции и стало едва ли не таким же важным событием в её истории». К подготовке проекта музей приступил по инициативе директора Ю. К. Королева, первым этапом стал т. н. вводный том, выпущенный в 1986 году.
Он разделен на 4 серии:
1. Древнерусское искусство X-XVII веков. Иконопись XVIII—XX веков
2. Живопись XVIII—XX веков
3. Рисунок XVIII—XX веков
4. Скульптура XVIII—XX веков

### Содержание
По состоянию на 2020 год были опубликованы 27 томов (включая несколько переизданий):
- 1995 год: Древнерусское искусство Х — начала XV века Архивная копия от 12 июня 2021 на Wayback Machine. (Серия I, т. 1). ISBN 5-900743-013-6.
- 1996 год: Рисунок XVIII века. ISBN 5-900743-21-7
- 1997 год: Портретная миниатюра XVIII — начала XX века (Серия II, т. 1). ISBN 5-900743-33-0
- 1998 год: Живопись XVIII века
- 1998 год: Скульптура второй половины XX века. ISBN 5-900743-39-X
- 2000 год: Скульптура XVIII—XIX веков. ISBN 5-900743-46-2
- 2001 год: Живопись второй половины XIX века. Книга первая (А–М). ISBN 5-900743-56-X
- 2002 год: Скульптура первой половины XX века. ISBN 5-900743-65-9
- 2005 год: Живопись первой половины XIX века. ISBN 5-93221-081-8
- 2005 год: Живопись конца XIX — начала XX века. ISBN 5-93221-089-3
- 2006 год: Рисунок XX века. Книга первая (А-В). ISBN 5-93221-105-9
- 2006 год: Живопись второй половины XIX века. Книга вторая (Н–Я). ISBN 5-900743-22-5
- 2007 год: Рисунок XIX века. Том 2. Книга первая (А-В). ISBN 978-5-93221-122-9
- 2009 год: Живопись первой половины XX века. Книга первая (А–И) .ISBN 978-5-93221-137-3
- 2010 год: Лицевые рукописи XI—XIX веков. Архивная копия от 12 июня 2021 на Wayback Machine Книга первая (XI—XVII века). ISBN 978-5-93221-148-9.
- 2012 год: Рисунок XX века. Книга вторая (Г-И). ISBN 978-5-4350-0016-0
- 2013 год: Живопись второй половины XX века. Книга первая (А–М). ISBN 978-5-89580-037-9
- 2013 год: Рисунок XIX века. Том 2. Книга вторая (Г–И). ISBN 978-5-89580-042-3
- 2014 год: Рисунок XIX века.  Книга третья (А. А. Иванов). ISBN 978-5-589-58005-3-9
- 2015 год: Живопись XVIII века. 2-е издание, дополненное и переработанное (Серия II, т. 2) ISBN 978-5-89580-070-6
- 2016 год: Лицевые рукописи XI—XIX веков. Книга вторая (XVIII—XIX века). ISBN 978-5-89580-094-2
- 2016 год: Рисунок XX века. Книга третья (К). ISBN 978-5-89580-151-2
- 2017 год: Живопись первой половины XX века. Книга вторая (К–Л). ISBN 978-5-89580-185-7
- 2018 год: Живопись первой половины XX века. Книга первая (А–И). 2-е издание, дополненное и переработанное. ISBN 978-5-89580-248-9
- 2019 год: Живопись второй половины XX века. Книга первая. Часть 1 (А–Ж). ISBN 978-5-89598-024-1-0
- 2019 год: Живопись второй половины XX века. Книга первая. Часть 2 (З–М). 2-е издание, расширенное и переработанное (том 2013 года разделен на 2 части). ISBN 978-5-89580-242-7
- 2020 год: Древнерусская живопись XII—XIII веков[4]. (Серия I, т. 3). ISBN 978-5-89580-319-6
- 2021 год: Рисунок XIX века. Том 2. Книга четвертая (К). ISBN 9785895803424

|             | I | II | III | IV                                                                              |
| ----------- | --- | --- | --- | ------------------------------------------------------------------------------- |
| 1990-е      | - Древнерусское искусство Х — начала XV века (1995) | - Портретная миниатюра XVIII — начала XX века (1997) - Живопись XVIII века (1998) | - Рисунок XVIII века (1996) | - Скульптура второй половины XX века (1998)                                     |
| 2000-е      | | - Живопись второй половины XIX века. Книга первая (А-М) (2001) - Живопись первой половины XIX века (2005) - Живопись конца XIX — начала XX века (2005) - Живопись второй половины XIX века. Книга вторая (Н-Я) (2006) - Живопись первой половины XX века. Книга первая (А-И) (2009) | - Рисунок XX века. Книга первая (А-В) (2006) - Рисунок XIX века. Книга первая (А-В). (2007) | - Скульптура XVIII—XIX веков (2000) - Скульптура первой половины XX века (2002) |
| 2010-2020-е | - Лицевые рукописи XI—XIX веков. Книга первая (XI—XVII века). (2010) - Лицевые рукописи XI—XIX веков. Книга вторая (XVIII—XIX века) (2016) - Древнерусская живопись XII—XIII веков (2020) | - Живопись второй половины XX века. Книга первая (А-М) (2013) - Живопись XVIII века. 2-е издание, дополненное и переработанное (2015) - Живопись первой половины XX века. Книга вторая (К-Л) (2017) - Живопись первой половины XX века. Книга первая (А-И). 2-е издание, дополненное и переработанное (2018) - Живопись второй половины XX века. Книга первая. Часть 1 (А-Ж) (2019) - Живопись второй половины XX века. Книга первая. Часть 2 (З-М). 2-е издание, расширенное и переработанное (2019) | - Рисунок XX века. Книга вторая (Г-И). (2012) - Рисунок XIX века. Книга вторая (Г-И) (2013) - Рисунок XIX века. Книга третья (А. А. Иванов) (2014) - Рисунок XIX века. Книга четвертая (К) (2021) |                                                                                 |